# Arkhangelsky (krater)
Arkhangelsky är en nedslagskrater på planeten Mars. Kratern har en diameter på ungefär 116 km.
1979 uppkallades den efter Andrej Archangelskij.